# Bestensee
Bestensee település Németországban, azon belül Brandenburgban. Lakosainak száma 9209 fő (2023. december 31.). Bestensee Mittenwalde, Groß Köris, Königs Wusterhausen és Heidesee községekkel határos.

## Népesség
A település népességének változása:
| Lakosok száma | 5189 | 5549 | 6732 | 8344 | 8752 | 8932 | 9209 |
|               | 1990 | 2000 | 2010 | 2020 | 2021 | 2022 | 2023 |